# Andrius Kubilius
Andrius Kubilius (* 8. prosince 1956, Vilnius, Sovětský svaz, dnes Litva) je pravicový politik, bývalý předseda vlády Litevské republiky a předseda pravicové strany Vlastenecký svaz - Litevští křesťanští demokraté. Úřad premiéra již zastával jeden rok v období 1999 až 2000.

## Osobní život
Po ukončení 22. střední školy ve Vilniusu byl přijat na tamní univerzitu, kde studoval na Fyzikální fakultě, kterou absolvoval v roce 1979. Následně pokračoval v akademické dráze postgraduálním studiem (1981–1984).
Kubilius se angažoval politicky, když se stal členem hnutí Sąjūdis, které usilovalo o nezávislost Litvy na SSSR. V tomto hnutí se stal výkonným tajemníkem. Krátce po obnovení národního parlamentu Seimu, byl zvolen poslancem. V roce 1993 vstoupil do Vlasteneckého svazu, ve kterém setrval do současnosti.
V parlamentních volbách 28. října 2008 se stal úspěšným lídrem kandidátky strany, která porazila sociální demokracii a 27. listopadu byl v Seimasu zvolen předsedou vlády, poměrem hlasů 89 pro, 27 proti a 16 se zdrželo.
Hovoří rusky, litevsky a anglicky.
Manželka Rasa Kubilienė je houslistka v litevské národní filharmonii. Mají dva syny.